# Dyaul
Dyaul  è un'isola d'origine vulcanica di Papua Nuova Guinea.

## Geografia
L'isola di Dyaul è un'isola d'origine vulcanica, posizionata nella parte orientale del Mare di Bismarck, a 10 km dalle coste meridionali dell'estrema punta nord-occidentale dell'isola della Nuova Irlanda, Arcipelago delle Bismarck, Papua Nuova Guinea.
È ricoperta di foresta pluviale, il clima è tropicale monsonico. La popolazione vive principalmente in sette villaggi.